# Gramatica limbii române
Gramatica limbii române  constituie un ansamblu de reguli care descriu formele corecte de modificare a cuvintelor românești și a îmbinărilor acestora în propoziții. Obiectul de cercetare este, așadar, structura gramaticală a limbii, respectiv morfologia și sintaxa.

## Substantive

### Substantive după gen
Substantivele sunt categorizate în trei genuri: masculin, feminin și neutru.

### Substantive după număr
Substantivele sunt categorizate după număr în singular și plural.

### Substantive după caz
Substantivele sunt categorizate după caz în: nominativ, acuzativ, dativ, genitiv, vocativ.

## Articole
Articolele sunt categorizate în articol hotărât și articol nehotărât.

## Verbe

### Timpuri

#### Timpul viitor
Limba română este unică în rândul limbilor romanice pentru timpul său viitor care, spre deosebire de cele mai multe limbi-surori, nu apelează la un sistem sintetic, ci la cel analitic. Cu alte cuvinte, timpul viitor al limbii române se formează prin auxiliar plus infinitiv și nu prin adăugarea unei terminații. 

## Istoricul gramaticilor descriptive și normative ale limbii române
- Cea mai veche gramatică a limbii române (ms. rom. BAR 583) este Gramatica rumânească a lui Dimitrie Eustatievici (1757). A fost editată de N. A. Ursu în 1969.
- Prima gramatică a limbii române scrisă în limba latină este Institutiones linguae valachicae, alcătuită în jurul anului 1770 (ms. aflat la Kalocsa, în Ungaria). A fost editată în 2001 de Gheorghe Chivu.
- Cea mai veche gramatică a limbii române (tipărită) este Elementa linguae daco-romanae sive valachicae a lui Samuil Micu și Gheorghe Șincai, Viena, 1780.
- Cea mai veche gramatică a limbii române tipărită în Țara Românească este cea a lui Ienăchiță Văcărescu, Observații sau băgări de seamă asupra regulelor și orânduielelor gramaticii rumânești, publicată concomitent la Râmnicu Vâlcea și la Viena, în 1787.
- Primul tratat important (prin concepția fonetică și prin simplificarea scrierii cu alfabetul chirilic) al gramaticii limbii române a fost publicat de către Ion Heliade-Rădulescu, Sibiu, 1828.
- Cea dintâi gramatică istorică a limbii române a fost scrisă de Timotei Cipariu, 1854.
- Prima gramatică științifică a limbii române a fost Gramatica română a lui H. Tiktin, Iași, 1891.

## Lista altor gramatici vechi ale limbii române
- Gramatica ieromonahului Macarie (ms. rom. BAR 102), 1772
- Ioan Piuariu-Molnar, Deutsch-walachische Sprachlehre, Viena, 1788
- Radu Tempea, Gramatica românească, Sibiu, 1797
- Paul Iorgovici, Observații de limbă rumânească, Buda, 1799
- Ion Budai-Deleanu, Fundamenta grammatices linguae romaenicae seu ita dicta valachicae, Lvov, 1812
- Constantin Diaconovici-Loga, Gramatica românească pentru îndreptarea tinerilor, Buda, 1821
- Alexandru Lambrior, Gramatica română, Iași, 1892
- Alexandru Philippide, Gramatica elementară a limbii române, Iași, 1897

## Gramatici moderne
- Iorgu Iordan, Gramatica limbii române, București, 1937
- Alexandru Rosetti și Jacques Byck, Gramatica limbii române, București, 1943
- Gramatica limbii române, vol. I-II, București, 1954; ediția a II-a, revăzută și adăugită, 1963 (coordonator Alexandru Graur)
- Mioara Avram, Gramatica pentru toți, București, 1986
- Gramatica limbii române, vol I, Cuvântul, vol II, Enunțul, București, Editura Academiei Române, 2005, coordonator Valeria Guțu Romalo (ediție revizuită, 2008)

## Gramatici comparative
- Prima încercare a unei gramatici comparative a limbii române a făcut-o Ioan Manliu cu lucrarea Gramatica istorică și comparativă a limbei române pentru cursul superior, (1894)

## Gramatici structuraliste
- Iorgu Iordan, Valeria Guțu-Romalo, Alexandru Niculescu, Structura morfologică a limbii române contemporane, (1967)
- Valeria Guțu-Romalo, Morfologia structurală a limbii române, (1968)
- Maria Manoliu-Manea, Sistematica substitutelor din româna contemporană standard, (1968)
- Georgeta Ciopmec, Constantin Dominte, Valeria Guțu-Romalo, Clement Mîrza, Emanuel Vasiliu, Limba română contemporană, vol. I (red. acad. Ion Coteanu), (1974)

## Gramatici transformaționale
- Emanuel Vasiliu, Sanda Golopenția-Eretescu, Sintaxa transformațională a limbii române, (1969)
- Gabriela Pană Dindelegan, Sintaxa transformațională a grupului verbal în limba română (1974)